# Ratkovići
Ratkovići är en ort i Bosnien och Hercegovina.   Den ligger i entiteten Federationen Bosnien och Hercegovina, i den sydöstra delen av landet, 50 km sydost om huvudstaden Sarajevo. Ratkovići ligger 443 meter över havet och antalet invånare är 141.
Terrängen runt Ratkovići är huvudsakligen kuperad. Ratkovići ligger nere i en dal. Närmaste större samhälle är Goražde, 5,9 km nordost om Ratkovići. 
I omgivningarna runt Ratkovići växer i huvudsak lövfällande lövskog. Runt Ratkovići är det ganska tätbefolkat, med 67 invånare per kvadratkilometer.